# Оборона Харбина (1900)
Оборона Харбина — боевые действия на территории города Харбина и его окрестностей между российскими войсками, защищавшими Харбин, и китайскими, которые пытались осадить город. Боевые действия завершились в пользу российских войск, прорвавших блокаду и заставивших противника отступить.

## Ход событий
27 июня 1900 года китайцы, к тому времени контролировавшие почти всю ЮМЖД, вывели из строя телеграф, полностью отрезав Харбин от внешнего мира. Понимая неизбежность осады города со стороны китайских войск, начальник харбинской Охранной стражи генерал-майор А. А. Гернгросс принял на себя общее руководство предстоящей обороной. К моменту начала осады из города была эвакуирована некоторая часть мирного населения.
Силы русских в Харбине, включая те, что прибывали в город, отступая с линии, составляли 2000 стражников и 1000 вооруженных запасных нижних чинов. Помимо этого, из русских жителей Харбина была набрана добровольческая дружина, впоследствии принявшая активное участие в городской обороне. Китайская сторона, в свою очередь, сосредоточила против Харбина не менее 8000 солдат, на вооружении которых имелась артиллерия в количестве 6 пушек.
10 июля китайцы попробовали осадить Харбин, но были отбиты. Гернгросс не терял времени: к исходу 12 июля в городе было сконцентрировано восемь рот и двенадцать сотен Охранной стражи, а также вышеупомянутая добровольческая рота. На данный момент общая численность защитников составляла 3300 человек, однако артиллерийских орудий в Харбине не было.
13 июля китайцы переправились через Сунгари и атаковали Харбин с востока, но разведка заблаговременно выявила этот ход, и на восточное направление была переброшена часть резервов, вследствие чего оборонявшиеся сумели ударить во фланг китайских войск. В результате этого удара русскими были захвачены два орудия и зарядные ящики. Вечером в Харбин прибыли поезда со стражниками с дальних постов, железнодорожными рабочими, служащими и их семьями и наиболее ценным имуществом.
16 июля китайцы предприняли последнюю попытку взятия города, но и она не увенчалось успехом. Оборона Харбина завершилась 21 июля, когда в Харбин прибыл на пароходах из Хабаровска отряд генерала В. В. Сахарова. За умелое командование войсками генерал-майор Гернгросс был награждён орденом святого Георгия 4-й степени.